# Lysipatha cyanoschista
Lysipatha cyanoschista är en fjärilsart som beskrevs av Edward Meyrick 1926. Lysipatha cyanoschista ingår i släktet Lysipatha och familjen stävmalar. Inga underarter finns listade i Catalogue of Life.